# Clitocybe agrestis
Clitocybe agrestis är en svampart som beskrevs av Harmaja 1969. Clitocybe agrestis ingår i släktet Clitocybe och familjen Tricholomataceae.  Arten är reproducerande i Sverige. Inga underarter finns listade i Catalogue of Life.

## Källor

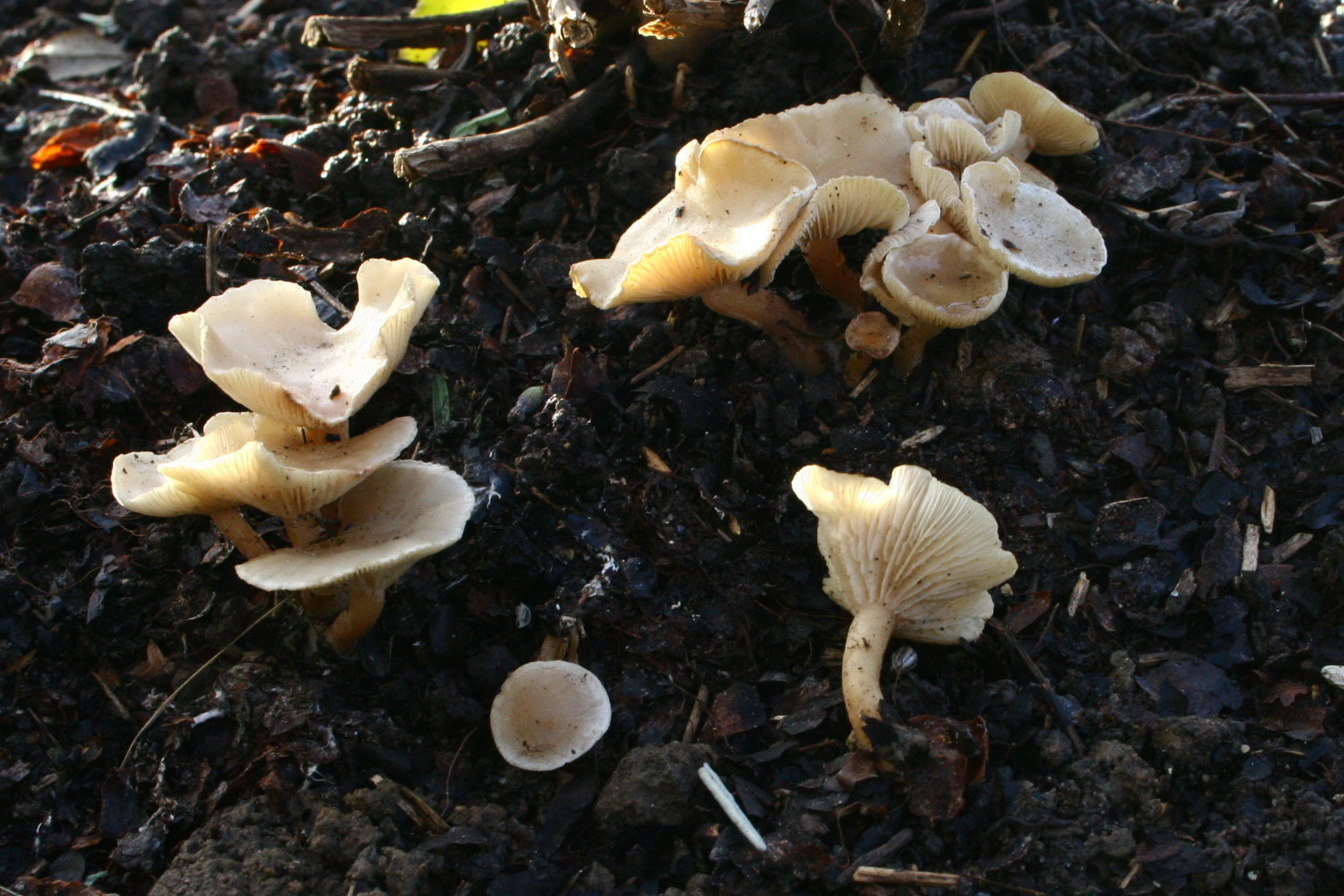
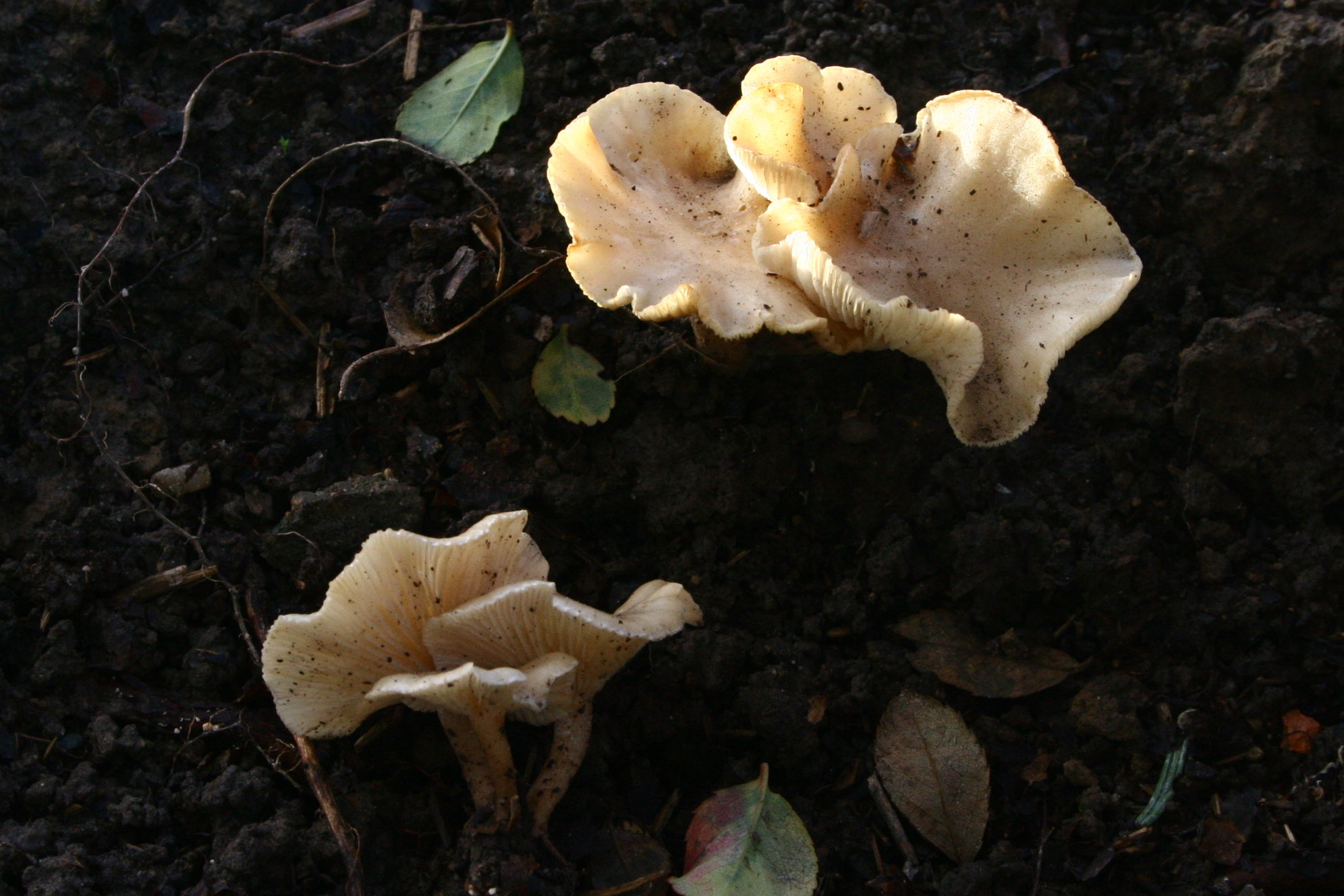
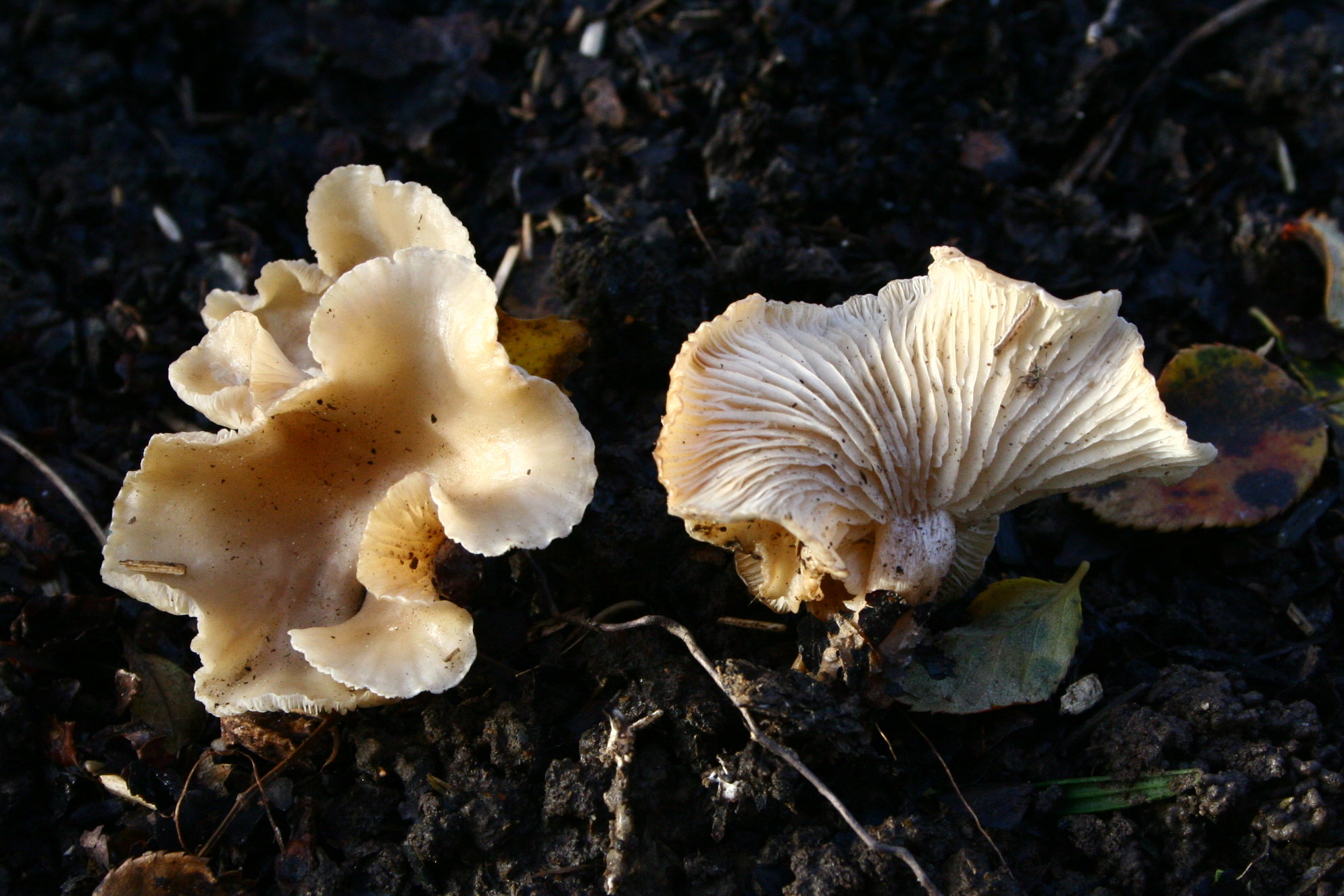
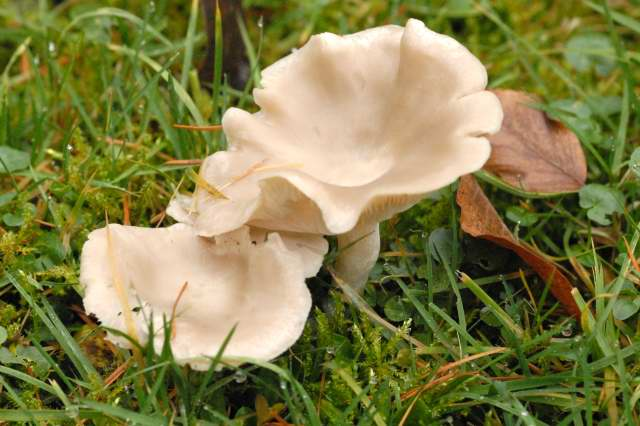
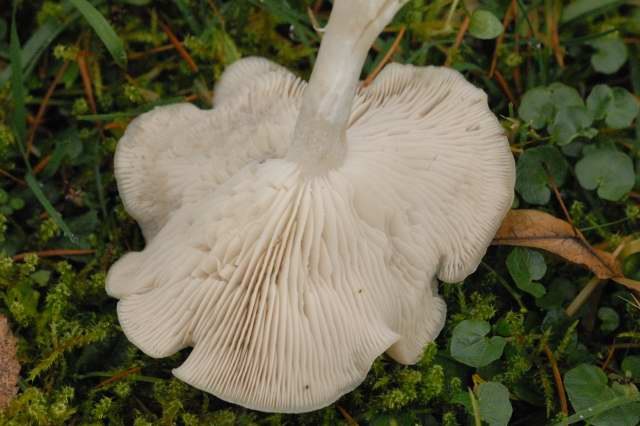